# Берхем Спорт
«Берхем Спорт» (нід. K Berchem Sport 2004) — бельгійський футбольний клуб з міста Антверпен, заснований 1908 року. За свою історію провів 41 сезон у вищому дивізіоні країни і тричі (1949, 1950, 1951) був віце-чемпіоном Бельгії.

## Історія
Спортивний клуб «Берхем Спорт» було створено 13 серпня 1906 року. Кольорами команди стали офіційні кольори Фландрії — жовтий та чо22 квітня 1908рний. Тоді у клубі існувала лише секція легкої атлетики та боротьби. Втім вже 22 квітня 1908 року у клубі була створена футбольна секція. Тим не менш футбол тоді не мав великої популярності у регіоні, до того ж у місті вже майже 30 років існував футбольний клуб «Антверпен», тому основою клубу залишались атлетичні секції. Після Першої світової війни футбол нарешті став домінуючим видом спорту у клубі, а перемога збірної Бельгії на олімпійському футбольному турнірі 1920 року саме в Антверпені тільки допомогла популяризації футболу.
1922 року «Берхем Спорт» вперше в історії пробився до вищого дивізіону Бельгії, де грав до 1936 року, пропустивши лише сезон 1933/34. В 1943 році команда повернулась до еліти і наступні роки стали найуспішнішими в історії команди. З 1949 по 1951 рік клуб тричі поспіль став віце-чемпіоном Бельгії, при цьому в третьому сезоні набрала однакову кількість очок із чемпіоном «Андерлехтом», поступившись лише за додатковими показниками. А у 1954 році команда досягла півфіналу Кубка Бельгії.
1960 року команда покинула вищий дивізіон, але в майбутньому команда ще грала у вищому дивізіоні у 1962—1966, 1972—1976 та 1978—1981 роках. Останній раз в елітному дивізіоні клуб грав у сезоні 1986/87, куди повернувся на один рік. Всього в 1922—1987 роках «Берхем Спорт» виступав у вищому дивізіоні 41 сезон. У 1990 році клуб вилетів до третього дивізіону, а ще через вісім років — до четвертого.
У 2005 році, після фінансового скандалу в керівництві, клуб змінив назву на поточну назву Koninklijk Berchem Sport 2004.

## Зміна назв
- Berchem Sport (1906—1931)
- Royal Berchem Sport (1931—1967)
- Koninklijk Berchem Sport (1967—2005)
- Koninklijk Berchem Sport 2004 (2005—)

## Відомі гравці
| - Анрі Коппенс - Нік Хойдонкс - Людо Кук - Марсель Дріс - Констан Жоасем - Ерік ван Мейр - Жозеф Неліс | - Еміль Стейнен - Арсен Аветисян - Пасі Тауряйнен - Вернер Лічка - Усман Сану - Дік Адвокат |

## Відомі тренери
- Деніс Невілл (1952–53)
- Геза Тольді (1958–60)
- Анрі Коппенс (1971-74)
- Анрі Коппенс (1978-81)

## Досягнення
- Віце-чемпіон Бельгії: 1948–49, 1949–50, 1950–51
- Переможець другого дивізіону Бельгії: 1933–34, 1942–43, 1961–62, 1971–72, 1985–86